# 変位演算子
量子光学における1つのモードの変位演算子（へんいえんざんし）とは、次のようなシフト演算子である。
{\displaystyle {\hat {D}}(\alpha )=\exp \left(\alpha {\hat {a}}^{\dagger }-\alpha ^{\ast }{\hat {a}}\right)}
ここで{\displaystyle \alpha }は光学位相空間での変位の大きさ、{\displaystyle \alpha ^{*}}はその変位の複素共役、{\displaystyle {\hat {a}}}と{\displaystyle {\hat {a}}^{\dagger }}は生成消滅演算子である。
この名前は位相空間での局在状態を大きさ{\displaystyle \alpha }だけ変位できることに由来する。
また真空状態に作用することでコヒーレント状態に変位させる。
{\displaystyle {\hat {D}}(\alpha )|0\rangle =|\alpha \rangle }
{\displaystyle |\alpha \rangle }はコヒーレント状態で、消滅演算子の固有状態である。

## 性質
変位演算子はユニタリー演算子であり、次に従う。
{\displaystyle {\hat {D}}(\alpha ){\hat {D}}^{\dagger }(\alpha )={\hat {D}}^{\dagger }(\alpha ){\hat {D}}(\alpha )={\hat {1}}}
変位演算子のエルミート共役は逆の大きさ({\displaystyle -\alpha })の変位である。
{\displaystyle {\hat {D}}^{\dagger }(\alpha )={\hat {D}}(-\alpha )}
生成消滅演算子に変位演算子による相似変換をすると、生成消滅演算子が変位される。
{\displaystyle {\hat {D}}^{\dagger }(\alpha ){\hat {a}}{\hat {D}}(\alpha )={\hat {a}}+\alpha }
{\displaystyle {\hat {D}}(\alpha ){\hat {a}}{\hat {D}}^{\dagger }(\alpha )={\hat {a}}-\alpha }
2つの変位演算子の積も変位演算子である。位相因子は別として、2つの個々の変位を足し合わせたトータルの変位を行う。
{\displaystyle {\hat {D}}(\alpha ){\hat {D}}(\beta )=e^{(\alpha \beta ^{*}-\alpha ^{*}\beta )/2}{\hat {D}}(\alpha +\beta )}
これはベーカー・キャンベル・ハウスドルフの公式を使うと証明できる（{\displaystyle e^{\alpha {\hat {a}}^{\dagger }-\alpha ^{*}{\hat {a}}}e^{\beta {\hat {a}}^{\dagger }-\beta ^{*}{\hat {a}}}=e^{(\alpha +\beta ){\hat {a}}^{\dagger }-(\beta ^{*}+\alpha ^{*}){\hat {a}}}e^{(\alpha \beta ^{*}-\alpha ^{*}\beta )/2}}）。これが固有ケットに作用すると位相因子{\displaystyle e^{(\alpha \beta ^{*}-\alpha ^{*}\beta )/2}}が現れるが、これは物理的には意味がない。

## 別の表現
変位演算子を表す2つの方法がある。それぞれ、
{\displaystyle {\hat {D}}(\alpha )=e^{-{\frac {1}{2}}|\alpha |^{2}}e^{+\alpha {\hat {a}}^{\dagger }}e^{-\alpha ^{*}{\hat {a}}}}
{\displaystyle {\hat {D}}(\alpha )=e^{+{\frac {1}{2}}|\alpha |^{2}}e^{-\alpha ^{*}{\hat {a}}}e^{+\alpha {\hat {a}}^{\dagger }}}

## 多重モードの変位
変位演算子は、多重モードの変位に一般化できる。
多重モードの生成演算子は次のように定義される。
{\displaystyle {\hat {A}}_{\psi }^{\dagger }=\int d\mathbf {k} \psi (\mathbf {k} ){\hat {a}}^{\dagger }(\mathbf {k} )}
ここで{\displaystyle \mathbf {k} }は波数ベクトルであり、大きさは振動数{\displaystyle \omega _{\mathbf {k} }}とつながっている。
{\displaystyle |\mathbf {k} |=\omega _{\mathbf {k} }/c}
この定義を使うと、多重モード変位演算子は次のように書ける。
{\displaystyle {\hat {D}}_{\psi }(\alpha )=\exp \left(\alpha {\hat {A}}_{\psi }^{\dagger }-\alpha ^{\ast }{\hat {A}}_{\psi }\right)}
また多重モードのコヒーレント状態は次のように定義できる。
{\displaystyle |\alpha _{\psi }\rangle \equiv {\hat {D}}_{\psi }(\alpha )|0\rangle }